# Trompette Blues
Pour plus de détails, voir Fiche technique et Distribution.

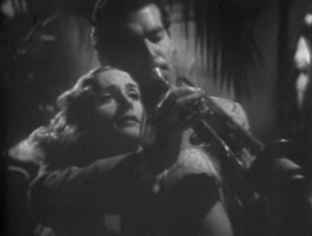
Carole Lombard et Fred MacMurray

Trompette Blues (titre original : Swing High, Swing Low) est un film américain réalisé par Mitchell Leisen, sorti en 1937.

## Synopsis
Travaillant comme coiffeuse à bord d'un paquebot qui traverse la zone du canal de Panama, Maggie King repousse un jeune soldat effronté, Skid Johnson, lors de son dernier jour dans l'armée. Cependant, il est persistant, et le lendemain, elle et son amie Ella vont à contrecœur à Balboa pour un double rendez-vous avec lui et son ami pianiste Harry. Dans une boîte de nuit, elle exprime son dégoût pour la musique à la trompette mais il l'impressionne par ses étonnantes prouesses avec cet instrument. Lorsqu'un homme, qui ne parle qu'en espagnol, tente de la draguer au bar, Skid et lui finissent par se bagarrer, ce qui conduit Skid et Maggie en prison. En conséquence, Maggie rate son bateau pour rentrer aux États-Unis.
N'ayant plus d'argent après avoir aidé à payer l'amende, elle est obligée d'emménager chez Skid et Harry. Elle convainc Murphy, une femme sceptique, d'engager le peu ambitieux Skid et elle comme trompettiste et showgirl, respectivement, au Murphy's Cafe y Bar, en lui disant qu'ils sont mariés. Elle se heurte très vite à sa collègue Anita Alvarez, l'ancienne petite amie de Skid, mais Anita part bientôt pour un meilleur emploi. Maggie et Skid finissent par tomber amoureux et se marier.
Maggie persuade Skid, réticent, de partir à New York pour jouer dans une grande boîte de nuit, en la laissant derrière elle. Elle découvre par la suite qu'Anita y travaille. Il connaît un grand succès, associé à la chanteuse Anita. La gloire et la fortune lui montent à la tête au point qu'il néglige d'envoyer à Maggie le prix du billet pour le rejoindre et ne répond pas à ses lettres. Finalement, Maggie emprunte de l'argent à Murphy mais Anita intercepte son télégramme à destination de Skid, lui indiquant où rejoindre son bateau. Après avoir attendu longtemps sur le quai, Maggie appelle la chambre d'hôtel d'Anita sur une intuition et c'est un Skid ivre qui répond car Anita l'a invité pour un dernier verre après une nuit en ville ensemble. Maggie demande le divorce et rend visite à son ancien petit ami, le riche éleveur Harvey Howell. Elle prévoit de se rendre en France pour obtenir le divorce et épouser Harvey.
Skid est tellement dévasté qu'il se met à boire de plus en plus et à manquer des spectacles, ce qui lui coûte son travail et sa carrière. Finalement, il tente de se réengager dans l'armée mais échoue lamentablement à l'examen physique. C'est alors qu'il tombe sur Harry, qui le cherchait. Il a réuni un groupe pour une performance radiophonique en direct afin d'auditionner un important sponsor et souahaite que Skid joue avec eux. Georgie, l'ancien agent de Skid, essaie de convaincre Maggie, tout juste rentrée de France, de remettre Skid en forme. Elle se précipite et fait de son mieux. Au cours de l'émission, Skid est d'abord terrible mais après que Maggie lui ait dit qu'elle lui restait fidèle jusqu'à ce que la mort nous sépare, il retrouve son éclat d'antan et réussit sa performance.
Ils se remettent ensemble.

## Fiche technique
- Titre original : Swing High, Swing Low
- Titre français : Trompette Blues
- Réalisation : Mitchell Leisen
- Scénario : Virginia Van Upp et Oscar Hammerstein II d'après la pièce Burlesque de George Manker Watters et Arthur Hopkins
- Photographie : Ted Tetzlaff
- Montage : Eda Warren
- Musique : Phil Boutelje et Victor Young
- Chansons : Sam Coslow, Ralph Rainger, Leo Robin et Al Siegel
- Direction musicale : Boris Morros
- Chorégraphie : LeRoy Prinz
- Direction artistique : Hans Dreier et Ernst Fegté
- Costumes : Travis Banton
- Producteur : Arthur Hornblow Jr.
- Société de production : Paramount Pictures
- Société de distribution : Paramount Pictures
- Pays d'origine : États-Unis
- Langue de tournage : anglais américain
- Format : Noir et blanc — 35 mm — 1,37:1 — Son : Mono (Western Electric Recording)
- Genre : Comédie dramatique, film romantique, film musical

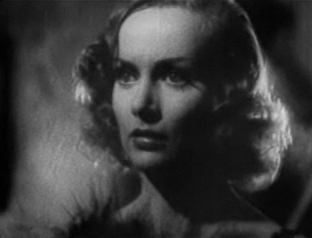
Carole Lombard

- Durée : 92 min
- Dates de sortie : 
  - États-Unis : 12 mars 1937
  - France : 9 mars 1938

## Distribution
- Carole Lombard : Marguerite « Maggie » King
- Fred MacMurray : Skid Johnson
- Charles Butterworth : Harry
- Jean Dixon : Ella
- Dorothy Lamour : Anita Alvarez
- Harvey Stephens : Harvey Howell
- Cecil Cunningham : Murphy
- Charles Arnt : Georgie Herman
- Franklin Pangborn : Henri
- Anthony Quinn : Le Don
- Charles Judels : Tony Morelli

Acteurs non crédités (liste partielle)
- Gino Corrado : L'ami italien de Tony
- Esther Howard : Une cliente du salon de beauté
- Chris-Pin Martin : Le serviteur endormi